# 尼亞溫普基奧區
尼亞溫普基奧區（西班牙語：Distrito de Ñahuimpuquio），是秘魯的一個區，位於該國中南部萬卡韋利卡大區的塔亞卡哈省，始建於1903年11月6日，面積67.39平方公里，海拔高度3,630米，2005年人口2,599，人口密度每平方公里39人。